# Helicostyla smargadina
Helicostyla smargadina е вид коремоного от семейство Bradybaenidae. Видът е критично застрашен от изчезване.

## Разпространение
Разпространен е във Филипините.